# Gmina Hope (New Jersey)
Hope jest gminą w stanie New Jersey, w hrabstwie Warren. Według danych z 2000 roku zamieszkuje ją 1 891 mieszkańców. W gminie funkcjonuje jedna szkoła − Hope Township School District, choć w okolicy zlokalizowane są inne szkoły publiczne (jak Belvidere High School w Belvidere).